# Longfeng
För andra betydelser, se Longfeng (olika betydelser).
Longfeng är ett stadsdistrikt i Daqings stad på prefekturnivå i Heilongjiang-provinsen i nordöstra Kina. Det ligger omkring 150 kilometer nordväst om provinshuvudstaden Harbin.